# Niltava davidi
Papa-moscas-de-fuquiém ou niltava-de-fuquiém (Niltava davidi) é uma espécie de ave da família Muscicapidae.
Pode ser encontrada nos seguintes países: Camboja, China, Hong Kong, Laos, Tailândia e Vietname.
Os seus habitats naturais são: florestas subtropicais ou tropicais húmidas de baixa altitude e regiões subtropicais ou tropicais húmidas de alta altitude.